# (36445) Smalley
(36445) Smalley est un astéroïde de la ceinture principale.

## Description
(36445) Smalley est un astéroïde de la ceinture principale. Il fut découvert le 23 août 2000 à Olathe (Kansas) par Larry Robinson. Il présente une orbite caractérisée par un demi-grand axe de 2,32 UA, une excentricité de 0,20 et une inclinaison de 9,9° par rapport à l'écliptique.

## Compléments